# Чачак мед догси
Мед догси Чачак су клуб америчког фудбала из Чачка, у Србији. Основани су 2004. године и тренутно не наступају ни у једном рангу талмичења у Србији. Учествовали су у сезони 2005.